# Centru de feedback
Centru de feedback (Feedback Hub) este o aplicație universală produsă de Microsoft. Aceasta este concepută pentru a permite utilizatorilor normali de Windows și utilizatorilor Windows Insider să ofere feedback, sugestii de caracteristici și rapoarte de erori pentru sistemul de operare. Este disponibilă în Microsoft Store și uneori este inclusă în Windows 10 și Windows 11.

## Istorie

### Windows Feedback
În versiunile beta ale Windows 7, exista o caracteristică Feedback în Panoul de control, iar multe aplicații aveau linkuri către „Trimite feedback” lângă controalele ferestrelor. Beta-urile Windows 7 au colectat, de asemenea, telemetrie. În Windows 8, telemetria a fost încă colectată, dar nu a existat o metodă organizată pentru ca utilizatorii să furnizeze și să agregheze feedback-ul. Această limitare i-a determinat pe dezvoltatorii Microsoft să elimine butonul Start și Windows Aero în ciuda cererilor utilizatorilor de a lăsa aceste caracteristici în Windows.
Windows Feedback a fost una dintre cele mai timpurii aplicații noi din Windows 10. Aceasta a apărut la 1 octombrie 2014 în prima versiune Insider Preview, versiunea 9841, ca o metodă de a oferi sugestii pentru noile caracteristici din Windows 10, care nu urma să fie lansat până la 29 iulie 2015. Sugestiile puteau fi sortate după subiect și prin filtre de relevanță. Orice utilizator cu un cont Microsoft putea utiliza aplicația. Filtrele includeau numărul de Upvotes pe feedback, feedback-ul care a fost clasat în „Trending” și cel mai recent feedback. Nu era posibilă accesarea directă a unui link HTML către feedback din cadrul aplicației. Windows Feedback nu a utilizat meniu hamburger standard sau butoane înapoi în designul său. În schimb, bara laterală din stânga a prezentat niveluri de panouri pe care se poate face clic, iar în colțul din stânga sus a fost inclus un buton înapoi personalizat. Deoarece Windows Feedback a fost creat înainte de realizarea comenzilor standard Windows 10, acesta a utilizat inițial infrastructura unei aplicații Windows 8.
Windows Feedback colecta telemetrie și solicita periodic utilizatorilor, prin intermediul unui mesaj toast, să răspundă la întrebări. Făcând clic pe toast sau pe notificarea din Centrul de acțiuni, se deschidea un chestionar privind o caracteristică sau o aplicație pe care utilizatorul o folosise. Un format comun al întrebării era o evaluare de scală Likert pentru o caracteristică și o casetă de text cu răspuns liber pentru a oferi feedback suplimentar. Întrebările erau uneori legate de aplicații terțe pe care utilizatorul le folosea, inclusiv Google Chrome și Mozilla Firefox.
Windows Feedback a fost depreciat odată cu Windows 10 Anniversary Update în 2016.

### Insider Hub
Insider Hub a fost conceput special pentru utilizatorii programului Windows Insiders. Acesta a fost preinstalat pe preview build-urile (versiunile) de Windows 10 și putea fi instalat manual pe build-uri stabile.
Insider Hub folosea un meniu hamburger întâlnit în alte aplicații concepute special pentru Windows 10. Articolele nu reușeau uneori să se alinieze corect și se deplasau dincolo de partea dreaptă a ferestrei aplicației sau a ecranului utilizatorului. Insider Hub a fost depreciat odată cu Anniversary Update.
Centrul de feedback vine preinstalat și pe Windows 11.

### Fuzionarea în Centrul de feedback
Centrul de feedback a fost lansat pentru Windows Insiders pe 17 martie 2016. A fost făcut disponibil în general pe 20 mai 2016 și putea fi instalat alături de Windows Feedback. Vine preinstalat pe orice computer cu Anniversary Update sau versiuni ulterioare ale Windows 10. Utilizează aceeași pictogramă ca și Windows Feedback. Spre deosebire de Insider Hub, articolele Announcements și Quests sunt listate împreună pe pagina principală a Centrului de feedback și se aliniază în funcție de spațiul disponibil.

## Caracteristici
Centrul de feedback include toate caracteristicile de la predecesorii săi. Pagina principală oferă o casetă de căutare pentru feedback, o numărătoare a feedback-ului furnizat și a voturilor primite, o listă de caracteristici noi, opțiuni pentru evaluarea versiunii Windows pe care utilizatorul o utilizează în prezent și linkuri către profilul unui utilizator și informații externe despre Windows.
Utilizatorii pot furniza feedback anonim sau se pot conecta cu un cont Microsoft sau cu un cont Azure Active Directory. Conectarea face posibilă sincronizarea voturilor pozitive și a realizărilor între dispozitive și vizualizarea feedback-ului oferit anterior în secțiunea Feedback-ul meu din aplicație.
Ca orice aplicație, Centrul de feedback în sine este supusă feedback-ului. De-a lungul timpului, ecranul de primire a feedback-ului a fost actualizat, au fost puse la dispoziție linkuri către feedback și anunțuri, iar feedback-ul între platforme poate fi acum vizualizat și comentat. De exemplu, un utilizator de pe un PC cu Windows 10 poate vedea feedback-ul și face comentarii pentru Windows 10 Mobile; cu toate acestea, un utilizator nu poate crea un feedback nou sau nu poate da upvote feedback-ul pentru o platformă pe care nu o utilizează în prezent.

## Impact
Modificările notabile care au fost făcute după ce utilizatorii au furnizat feedback corespunzător includ multe caracteristici noi în Mail, o vizualizare Folder în Fotografii, dimensiuni mai mici pentru Note adezive și o nouă pictogramă de salvare în Sketchpad. Nu toate comentariile sunt acceptate, iar un număr mai mare de upvoturi nu face automat ca o modificare a unei funcții să fie mai probabilă. Printre cererile de caracteristici refuzate în mod explicit de inginerii Microsoft se numără aducerea Windows Media Center în Windows 10 și eliminarea autentificării automate în Skype Preview și în alte aplicații. Cu toate acestea, upvoteurile indică câți utilizatori sunt de acord cu un feedback.

## Controverse

### Sistem trucat
Pe 24 decembrie 2021, Neowin a raportat că Centrul de feedback este trucat. Neowin a susținut că Microsoft șterge în tăcere upvoteurile. În urma rapoartelor de la cititorii săi, Neowin a monitorizat primele 11 caracteristici solicitate pentru Windows 11 și a observat că aceste elemente au pierdut mii de voturi între 3 decembrie și 24 decembrie. Caracteristica nr. 1 a pierdut 9.634 de voturi. Nu este posibilă votarea negativă a cererilor în Centrul de Feedback, prin urmare se susține că aceasta nu este o acțiune declanșată de utilizator. 